# Анурія
Анурі́я (грец. α — без і ούρον — сеча) — повне припинення сечовиділення в результаті порушення прохідності сечовивідних шляхів або ураження нирок. А. — симптом багатьох хвороб і патологічних станів.
З точки зору медичної діагностики при анурії добовий діурез становить менше 200 мл/добу.

## Класифікація
Розрізняють чотири форми анурії:
1. аренальна (ренопривна) — стан, що спостерігається в разі відсутності нирок;
2. преренальна — виникає внаслідок різких змін ниркового кровоплину (двобічні емболії ниркових артерій, двобічний тромбоз ниркових вен, ураження магістральних судин, гостра судинна недостатність, шокові стани та стани що супроводжуються колапсом зі значним і тривалим зниженням артеріального тиску;
3. ренальна — виникає при ураженнях паренхіми нирок (гострий нефрит, гострий пієлонефрит, гострий гломерулонефрит, отруєння, алергічні реакції, краш синдром, переливання несумісної крові, сепсис і т.ін.).
4. постренальна (екскреторна) — виникає внаслідок захворювань, які призводять до порушення прохідності сечових шляхів на будь-якому їх відтинку, від миски до уретри включно. На шляху до сечового міхура причинами може бути двобічна оклюзія ниркових мисок і/або сечоводів, стиснення сечоводів пухлиною ззовні, травматичний розрив сечоводів, тощо. При анурії, зумовленій закупоркою сечовивідних шляхів нижче сечового міхура, причиною слугують аденома передміхурової залози, стриктури уретри, рубцеві зміни тощо. У таких випадках виявляють притупленість звуку при перкусії над лобком за рахунок великої кількості сечі у міхурі. Медична допомога передбачає катетеризацію сечового міхура, а при необхідності — пункція чи накладання надлобкової стоми міхура.

Преренальна та ренальна форми анурії об'єднують у поняття «секреторна анурія».
Анурія, що триває більше двох діб, спричиняє уремію — отруєння організму шкідливими продуктами обміну.
Лікування повинно бути спрямоване на усунення причин анурії. Проводять ектракорпоральну детоксикацію за допомогою апарату «штучна нирка».